# فرنسيسكو ماتا ماتا
فرنسيسكو ماتا ماتا (بالإسبانية: Francisco Mata)‏ هو مغني وملحن فنزويلي، ولد في 24 يوليو 1932، وتوفي في 24 يناير 2011.